# Monkey World
Monkey World is een primatenopvangcentrum in Dorset, Engeland. Het is opgericht door Jim en Alison Cronin in 1987.

## Doelstelling
Monkey World was aanvankelijk alleen bedoeld als opvang voor verwaarloosde chimpansees uit Spanje, maar het is uitgegroeid tot een park waar tegenwoordig ruim 250 apen van 20 verschillende soorten leven. Het centrum werkt naast opvang mee aan een fokprogramma voor bedreigde primaten, zoals orang oetans en gibbons. Om nog meer chimpansees te kunnen redden wordt zwangerschap bij deze soort niet aangemoedigd.
De eigenaren Jim en Alison zetten zich actief in voor de afschaffing van de handel in primaten in landen over de hele wereld, waaronder Turkije en Spanje.

## Overzicht van het park

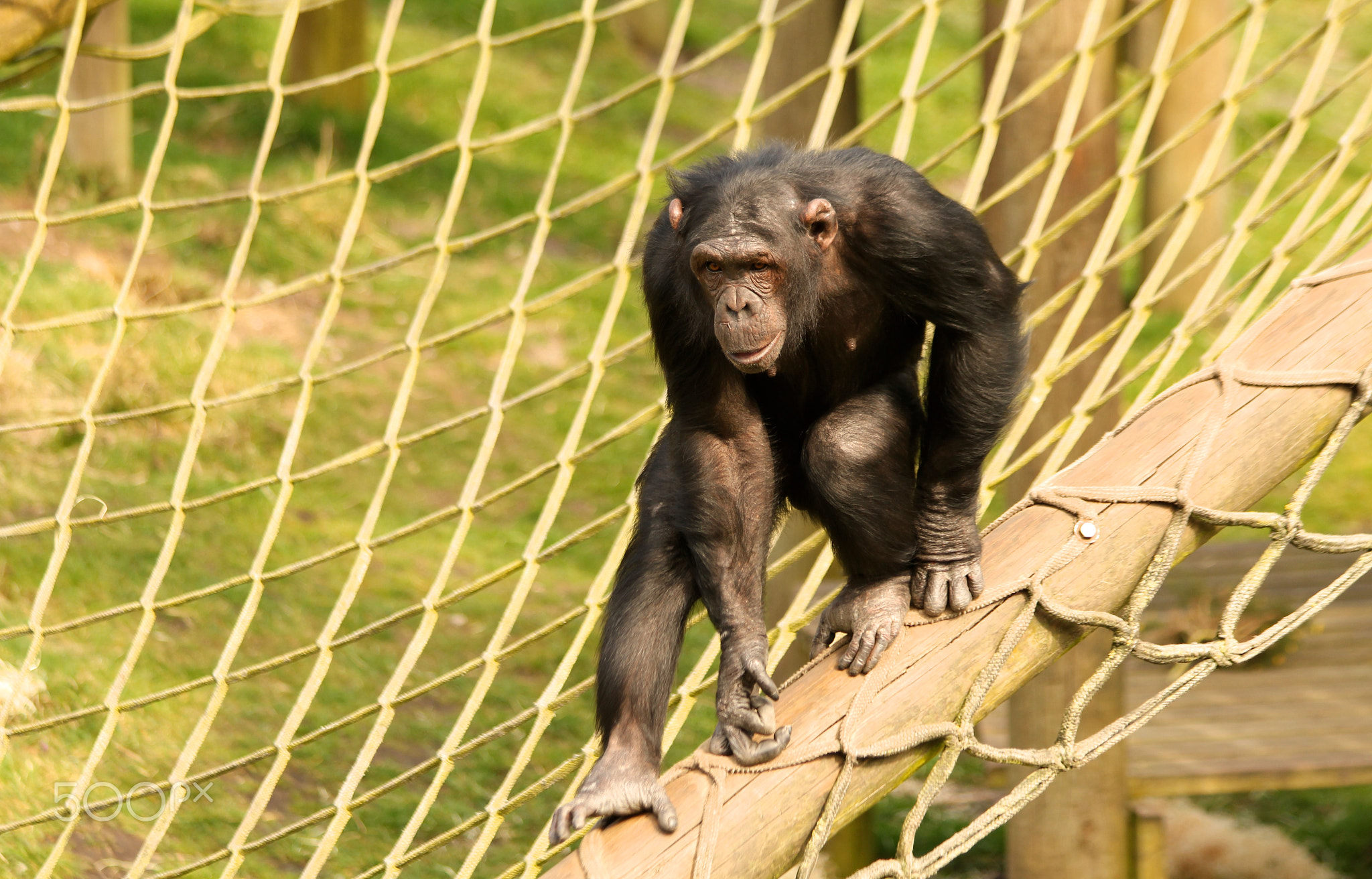
Een chimpansee in Monkey World

Monkey World huisvest de grootste groep chimpansees buiten Afrika in vier sociale groepen. Veel van deze dieren zijn gered van onder andere de zwarte markthandel in huisdieren en laboratoria. Ook zijn er in het park drie groepen orang-oetans (zowel de Borneose als de Sumatraanse orang-oetan). Hiernaast zijn er ook verblijven voor 5 soorten gibbons (oenka, withandgibbon, Müllers gibbon, siamang en goudwanggibbon) en 14 andere soorten primaten (kapucijnapen, gewone penseelaapjes, witgezichtoeistiti's, pinchéaapjes, huzaaraap, roodbuikmeerkat, ringstaartmaki's, witgezichtsaki's, plompe lori's, slingerapen, doodshoofdaapjes, beermakaken, en wolapen).

## Nieuw centrum
Om beter te kunnen meewerken aan het globale fokprogramma voor verschillende apen heeft Monkey World ook een apenopvangcentrum opgericht in Zuidoost-Azië.

## Televisie
Sinds 1997 wordt de dagelijkse gang van zaken in Monkey World gefilmd en uitgezonden onder de titel Monkey Business (vanaf 2007 Monkey Life). In deze serie worden de verschillende groepen chimpansees en orang oetans gevolgd en gaat de filmcrew ook mee met reddingsacties.

## Overlijden van Jim Cronin
Op 20 maart 2007 werd bekendgemaakt, dat op zaterdag 17 maart 2007 de oprichter van Monkey World, Jim Cronin, op 55-jarige leeftijd is overleden. Hij leed aan leverkanker.
Zijn weduwe Alison en de werknemers van Monkey World hebben aangekondigd verder te gaan met Monkey World:
"Monkey World will carry on with Alison at the forefront. We will make sure it is Jim’s lasting legacy."